# Linois (croiseur français, 1894)
Pour les articles homonymes, voir Linois.
Le Linois était le navire de tête de sa classe de croiseurs protégés construits pour la marine française dans les années 1890. La classe a été commandée dans le cadre d’un programme de construction visant à renforcer la force de croiseurs de la flotte. À l’époque, la France était préoccupée par la menace navale croissante des flottes italienne et allemande, et les nouveaux croiseurs étaient destinés à servir avec la flotte principale, et outre-mer dans l’empire colonial français. Le Linois était armé d’une batterie principale de quatre canons de 138,6 mm, était protégé par un pont blindé de 40 mm d’épaisseur, et avait une vitesse maximale de 20,5 nœuds (38,0 km/h).
Le Linois a été achevé en 1895 et a rejoint l’escadre de la Méditerranée l’année suivante, servant dans le cadre de la force de croiseurs de la principale flotte de combat française. Il a participé à des exercices d’entraînement au cours de cette période, qui comprenaient parfois des manœuvres conjointes avec l’escadre du Nord. Le navire a été impliqué dans une démonstration de force destinée à intimider l’Empire ottoman en 1902 pendant une période de tension avec la France. Le Linois est resté en service dans l’escadre jusqu’en 1905 et a été rayé du registre naval en 1910, puis démantelé pour la ferraille.

## Conception
En réponse à une peur de guerre avec l’Italie à la fin des années 1880, la marine française s’est lancée dans un important programme de construction en 1890 pour contrer la menace de la flotte italienne et celle de l’allié de l’Italie, l’Allemagne. Le plan prévoyait un total de soixante-dix croiseurs pour une utilisation dans les eaux métropolitaines et outre-mer dans l’empire colonial Français. La classe Linois a été commandée dans le cadre du programme, et la conception était basée sur la classe Forbin précédente.
Le Linois avait une longueur totale de 98 m, avec une largeur de 10,62 m et un tirant d'eau de 5,44 m. Il avait un déplacement de 2 322 à 2 355 tonnes. Son équipage a varié au cours de sa carrière, oscillant de 250 à 269 officiers et hommes du rang. Le système de propulsion du navire consistait en une paire de machines à vapeur à triple expansion entraînant deux hélices à vis. La vapeur était fournie par six chaudières à tubes de combustion au charbon qui étaient canalisées en deux entonnoirs. Ses machines ont été conçues pour produire 6 800 ch (5 100 kW) pour une vitesse maximale de 20,5 nœuds (38,0 km/h). Il avait un rayon de croisière de 3 000 milles marins (5 600 km) à 10 nœuds (19 km/h) et 600 milles marins (1 100 km) à 20,5 nœuds.
Le navire était armé d’une batterie principale de quatre canons de 138 mm de 45 calibres dans des supports de pivot individuels, tous dans des sponsons situés amidships avec deux canons par côté large. Ceux-ci étaient soutenus par une paire de canons de 100 mm, l’un à la proue et l’autre à la poupe. Pour la défense à courte portée contre les torpilleurs, il transportait huit canons de 47 mm Hotchkiss, deux canons de 37 mm et quatre canons-revolvers Hotchkiss de 37 mm. Il était également armé de quatre tubes lance-torpilles de 450 mm dans sa coque au-dessus de la ligne de flottaison, et il avait des provisions pour transporter jusqu’à 120 mines navales. La protection blindée consistait en un pont de blindage incurvé de 40 mm d’épaisseur, ainsi qu’un placage de 138 mm sur la tour de contrôle.

## Historique des services
Le Linois a été construit au chantier naval de la Société nouvelle des Forges et chantiers de la Méditerranée à La Seyne-sur-Mer. Il a été posé en août 1892, le premier membre de sa classe à commencer la construction. Il a été lancé le 30 janvier 1894 et a été achevé en 1895,. Le navire a effectué ses essais en mer plus tard cette année-là, y compris des essais en juillet et août. Le Linois a été affecté à l’escadre méditerranéenne en 1896, servant dans la force de croiseurs pour la flotte principale française, avec trois croiseurs blindés, trois croiseurs protégés et quatre croiseurs torpilleurs. Les manœuvres de cette année-là se sont déroulées du 6 au 30 juillet. Elle demeura avec l’unité jusqu’en 1897. En 1899, l’unité avait été renforcée avec de nouveaux navires, ce qui permettait d’envoyer des navires plus anciens et moins efficaces ailleurs. À cette époque, l’unité se composait de six cuirassés pré-dreadnought, de trois croiseurs blindés, de sept autres croiseurs protégés et de plusieurs navires plus petits en plus du Linois. L’unité est restée en grande partie inchangée en 1900, à l’exception de la réduction du nombre de croiseurs protégés à cinq, y compris le Linois.
Il a opéré avec l’escadre de la Méditerranée en 1901. Cette année-là, les manœuvres annuelles de la flotte ont eu lieu du 3 au 28 juillet. Au cours des exercices, l’escadre du Nord s’est dirigée vers le sud pour des manœuvres conjointes avec l’escadre de la Méditerranée. Les navires de l’escadre du Nord faisaient partie de la force hostile et, alors qu’elle entrait en Méditerranée par l’Atlantique, représentaient une escadre allemande qui tentait de rencontrer ses alliés italiens. Le 30 octobre, Le Linois a rejoint des éléments de l’escadre méditerranéenne pour mener ce qui était censé être des tests avec télégraphie sans fil, mais était en fait une démonstration de force en mer Égée pour intimider l’Empire ottoman. Les relations entre les deux pays étaient mauvaises à l’époque. Le 6 novembre, deux des cuirassés et plusieurs croiseurs, dont le Linois, sont détachés pour naviguer vers l’est pour l’opération. Les croiseurs ont procédé indépendamment des cuirassés et les ont rencontrés à Mytilène sur l’île de Lesbos. Les navires se reforment et reviennent à Toulon le 9 décembre.
Le navire a continué à servir dans l’escadre jusqu’en 1902. Au cours des manœuvres de la flotte de 1902, qui ont commencé le 7 juillet, l’escadre du Nord a tenté de forcer un passage à travers le détroit de Gibraltar. Les croiseurs de l’escadre méditerranéenne, dont le Linois, ont effectué des patrouilles depuis leur base de Mers el-Kébir pour observer leur entrée et signaler le reste de la flotte. Après avoir détecté avec succès l’escadre ennemie simulée, ils ont suivi les navires jusqu’à ce que le reste de l’escadre de la Méditerranée se rassemble, mais le commandant de l’escadre du Nord a pu secouer ses poursuivants assez longtemps pour les empêcher d’intercepter ses forces avant la fin des exercices le 15 juillet. D’autres manœuvres avec la flotte combinée ont eu lieu, se terminant le 5 août. Le navire est resté en service avec l’escadre jusqu’en 1905,,. Il a été rayé du registre naval en 1910 et a été vendu à des briseurs de navires pour démolition,.